# Nicholas Sprenger
Nicholas Sprenger (Brisbane (Queensland), 14 mei 1985) is een Australische zwemmer. Hij vertegenwoordigde zijn vaderland op de Olympische Zomerspelen 2004 in Athene, Griekenland en de Olympische Zomerspelen 2008 in Peking, China. Sprengers neef, Christian, nam ook deel aan het Olympisch zwemtoernooi van Peking.

## Zwemcarrière
Bij zijn internationale debuut, op de wereldkampioenschappen zwemmen 2003 in Barcelona, veroverde Sprenger samen met Grant Hackett, Craig Stevens en Ian Thorpe de wereldtitel op de 4x200 meter vrije slag. Tijdens de Olympische Zomerspelen van 2004 in Athene sleepte hij samen met Grant Hackett, Michael Klim en Ian Thorpe de zilveren medaille in de wacht op de 4x200 meter vrije slag. In Indianapolis nam Sprenger deel aan de wereldkampioenschappen kortebaanzwemmen 2004, op dit toernooi eindigde hij als vijfde op de 400 meter vrije slag en als zesde op de 200 meter vrije slag. Samen met Andrew Mewing, Brendon Hughes en Joshua Krogh veroverde hij de zilveren medaille op de 4x200 meter vrije slag, op de 4x100 meter vrije slag eindigde hij samen met Casey Flouch, Andrew Mewing en Jeff English op de vijfde plaats.
Tijdens de wereldkampioenschappen zwemmen 2005 in Montreal eindigde de Australiër als vijfde op de 200 meter vrije slag en strandde hij in de series van de 400 meter vrije slag. Op de 4x200 meter vrije slag legde hij samen met Patrick Murphy, Andrew Mewing en Grant Hackett beslag op de bronzen medaille.

### 2008
Tijdens de Australische kampioenschappen zwemmen 2008 in Sydney wist Sprenger zich te plaatsen voor de Spelen, op de 200 meter vrije slag. Op de wereldkampioenschappen kortebaanzwemmen 2008 in Manchester eindigde de Australiër als zevende op de 400 meter vrije slag en als achtste op de 1500 meter vrije slag. Samen met Kirk Palmer, Grant Brits en Kenrick Monk veroverde hij de wereldtitel op de 4x200 meter vrije slag. Tijdens de Olympische Zomerspelen van 2008 in Peking werd Sprenger uitgeschakeld in de halve finales van de 4x200 meter vrije slag.

## Internationale toernooien
| Jaar | Olympische Spelen    | WK langebaan                                                    | WK kortebaan | PanPacs       | Gemenebestspelen |
| ---- | -------------------- | --------------------------------------------------------------- | --- | ------------- | ---------------- |
| 2003 |                      | 4x200 m vrije slag                                              | |               |                  |
| 2004 | 4x200 m vrije slag   |                                                                 | 5e 400 m vrije slag · 6e 200 m vrije slag · 4x200 m vrije slag · 5e 4x100 m vrije slag                                  |               |                  |
| 2005 |                      | 5e 200 m vrije slag · 10e 400 m vrije slag · 4x200 m vrije slag | |               |                  |
| 2006 |                      |                                                                 | geen deelname | geen deelname | geen deelname    |
| 2007 |                      | geen deelname                                                   | |               |                  |
| 2008 | 12e 200 m vrije slag |                                                                 | 7e 400 m vrije slag · 8e 1500 m vrije slag · 4x200 m vrije slag · 5e 4x100 m vrije slag · Sprenger zwom enkel de series |               |                  |

## Persoonlijke records

### Kortebaan
| Afstand         | Tijd    | Datum             | Plaats    |
| --------------- | ------- | ----------------- | --------- |
| 100m vrije slag | 48,92   | 25 september 2004 | Brisbane  |
| 200m vrije slag | 1.44,56 | 25 september 2004 | Brisbane  |
| 400m vrije slag | 3.41,36 | 31 augustus 2007  | Melbourne |

### Langebaan
| Afstand         | Tijd    | Datum         | Plaats   |
| --------------- | ------- | ------------- | -------- |
| 100m vrije slag | 50,72   | 25 maart 2008 | Sydney   |
| 200m vrije slag | 1.47,09 | 26 juli 2005  | Montreal |
| 400m vrije slag | 3.49,55 | 24 juli 2005  | Montreal |